# 锈毛过路黄
锈毛过路黄（学名：Lysimachia drymarifolia）为报春花科珍珠菜属的植物，为中国的特有植物。分布在中国大陆的云南、四川等地，生长于海拔1,400米至3,500米的地区，见于溪边和山谷林下湿润处，目前尚未由人工引种栽培。

## 别名
鞭绣球（云南热带亚热带植物区系研究报告） 长梗过路黄（拉汉种子植物名称）